# Dafydd ab Owain Gwynedd
Dafydd ab Owain Gwynedd, född 1135, död 1203, var en walesisk regent. Han var kung av Gwynedd mellan 1170 och 1195.